# Epitonium
Epitonium är ett släkte av snäckor som beskrevs av Peter Friedrich Röding 1798. Epitonium ingår i familjen vindeltrappsnäckor.

## Bildgalleri

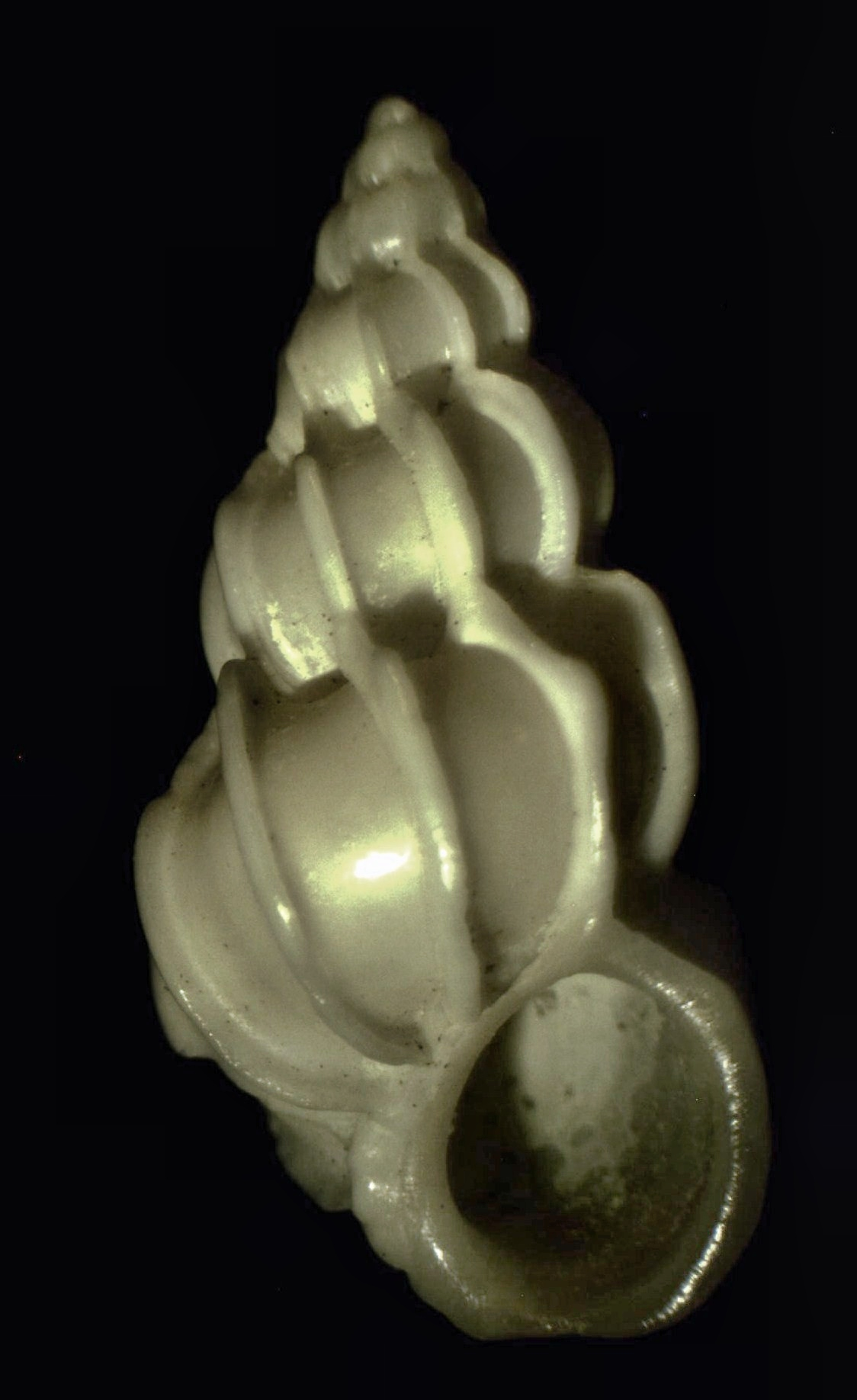
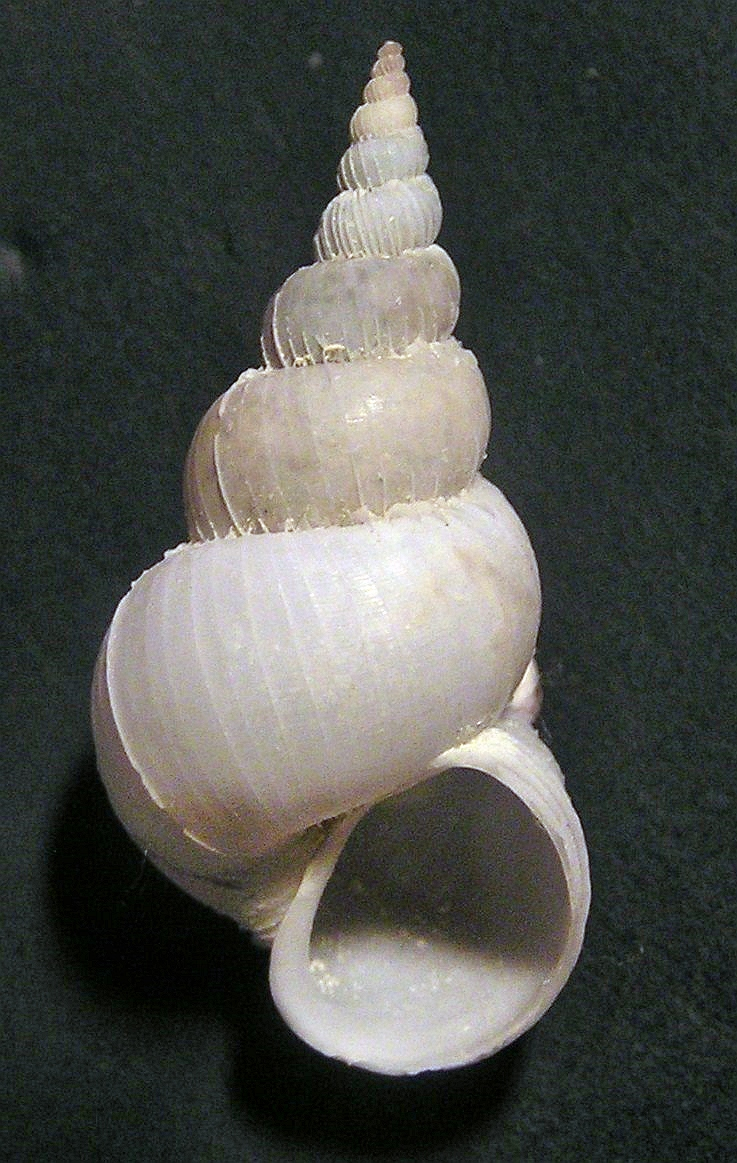
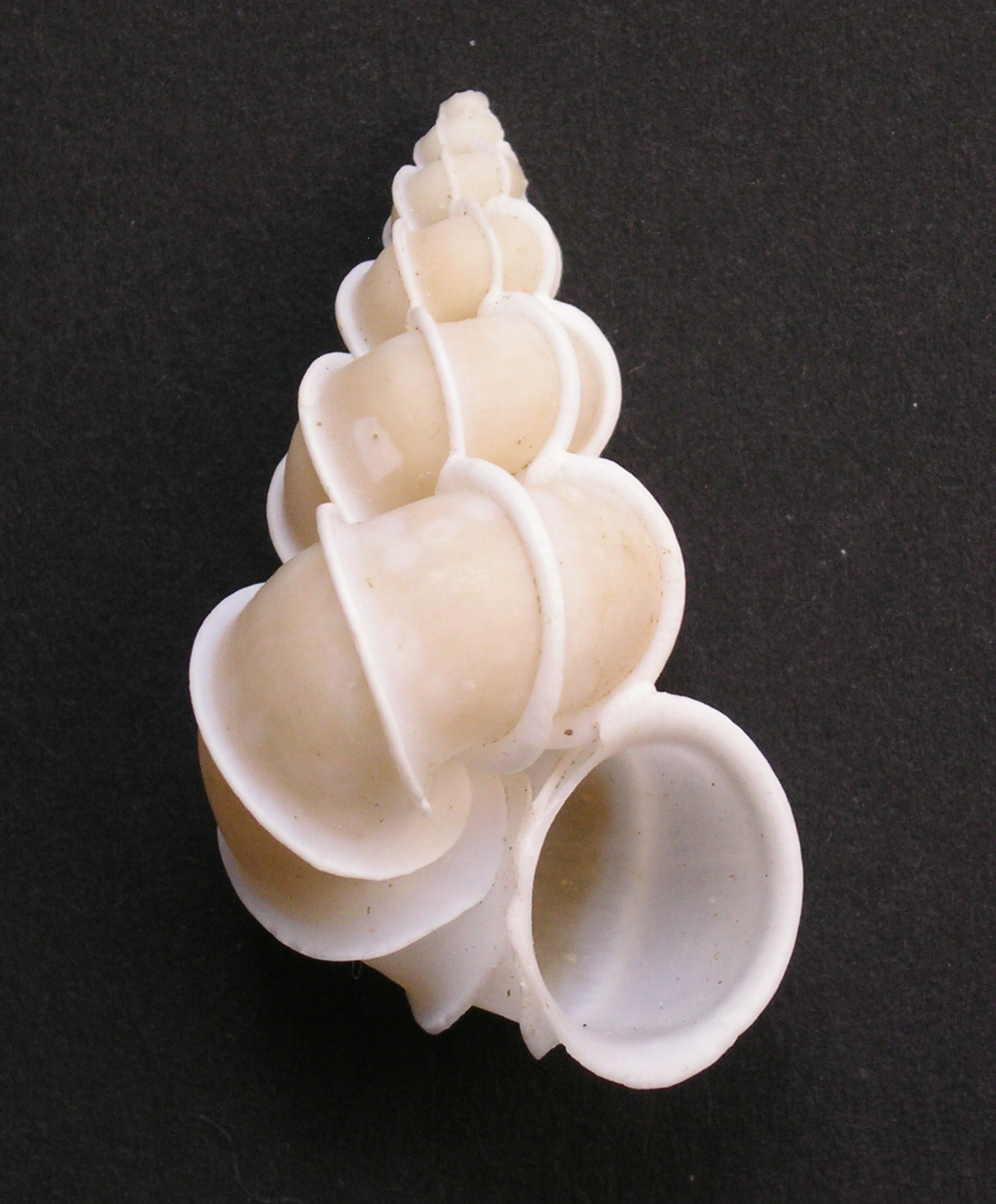
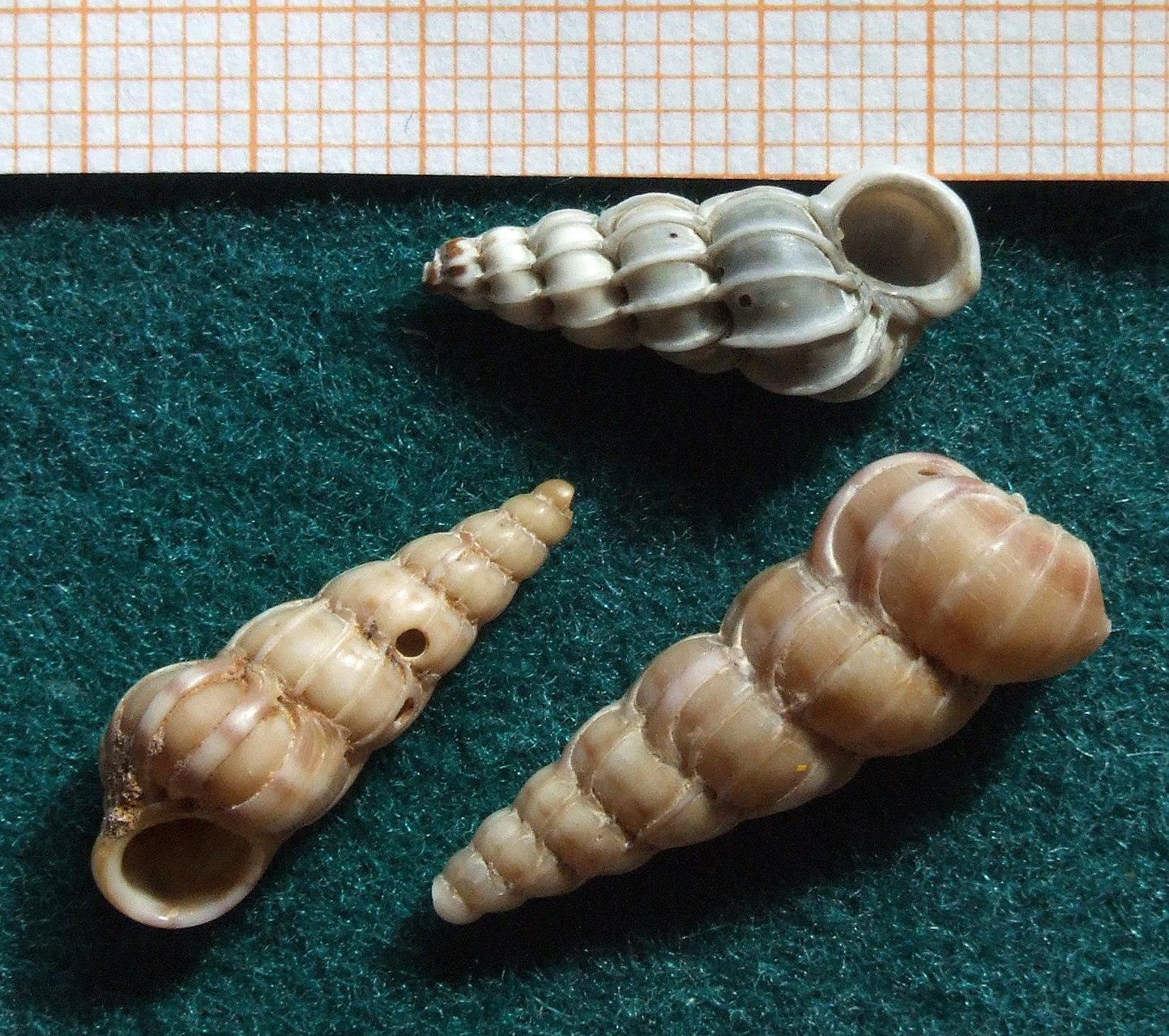

## Dottertaxa tillEpitonium, i alfabetisk ordning[1][2]
- Epitonium albidum
- Epitonium angulatum
- Epitonium apiculatum
- Epitonium babylonia
- Epitonium blainei
- Epitonium borealis
- Epitonium caamanoi
- Epitonium candeanum
- Epitonium catalinae
- Epitonium celesti
- Epitonium championi
- Epitonium clathratulum
- Epitonium clathrum
- Epitonium clathrus
- Epitonium columbianum
- Epitonium dallianum
- Epitonium denticulatum
- Epitonium echinaticosta
- Epitonium eulita
- Epitonium foliaceicosta
- Epitonium fractum
- Epitonium frielei
- Epitonium greenlandicum
- Epitonium humphreysii
- Epitonium indianorum
- Epitonium krebsii
- Epitonium lamellosum
- Epitonium lowei
- Epitonium matthewsae
- Epitonium multistriatum
- Epitonium nautlae
- Epitonium nitidella
- Epitonium nitidum
- Epitonium novangliae
- Epitonium occidentale
- Epitonium pandion
- Epitonium phymanthi
- Epitonium polacium
- Epitonium pourtalesii
- Epitonium rupicola
- Epitonium rushii
- Epitonium sawinae
- Epitonium sericifilum
- Epitonium striatissimum
- Epitonium tollini
- Epitonium trevelyanum
- Epitonium turtonae
- Epitonium turtonis
- Epitonium unifasciatum